# Lactobacillus mucosae
Lactobacillus mucosae è una specie di batterio appartenente alla famiglia delle Lactobacillaceae.